# Insectes (revue)
Pour l’article homonyme, voir Insecte.
Insectes est une revue francophone d'écologie et d'entomologie destinée à un large public d'amateurs et de naturalistes. Produite par l'Office pour les insectes et leur environnement (association loi de 1901), elle paraît chaque trimestre sur 40 pages en couleurs. Les sujets et les angles sont variés et couvrent tous les domaines de l'entomologie : physionomie, biologie de la conservation, rapports à la société, élevage, techniques photographiques, etc.

## Histoire
En 1967, quelques chercheurs, ingénieurs et techniciens de l’INRA se rassemblent autour d’une « éthique rendant vains et puérils les secrets de la capture, de l’élevage, de la collection ainsi que le splendide isolement du chercheur spécialisé comme du naturaliste de terrain ou du collectionneur ». Ils lancent les Cahiers de liaison. En 1969, à l'initiative des mêmes, est créé l'Office pour l'information entomologique, devenu par la suite Office pour l'information éco-entomologique (OPIE), association regroupant les entomologistes naturalistes.
Après quelques difficultés, les "élevagistes" d'Île-de-France lancent Imago, qui propose des notes d’élevage, des notes de terrain, des annonces destinées aux échanges entre les éleveurs du groupe. Parvenus à leur no 69, Les Cahiers de liaison, pour marquer une ouverture plus large vers le public, adoptent une allure plus professionnelle et prennent le titre d'Insectes - avec ce sous-titre : Un autre monde parmi nous.
La revue absorbe Imago en 1992. En 1996, une nouvelle maquette et de nouvelles rubriques apparaissent, qui font toujours la personnalité de la revue.
Depuis 2009, Insectes, trimestriel, comporte 40 pages couleurs et est diffusé à 1 300 abonnés. Il est réalisé par l'équivalent de 2 personnes à plein temps.

## Contenu
Chaque numéro propose des articles longs - parfois répartis sur deux numéros successifs -, des textes courts, des brèves, des annonces d’évènements, des signalements d'ouvrages et un aperçu des activités de l'OPIE.
La revue, autant que possible, traite à la fois, dans chaque numéro, d'entomologie "encyclopédique", d'un point d'actualité, de protection, d'élevage, d'entomologie agricole ou médicale et vétérinaire, d'insectes "hexagonaux" et exotiques, d'histoire, d'art... en alternant articles réputés difficiles et articles de lecture abordable par tout un chacun.
Des séries thématiques courent (ou ont couru) sur de nombreux numéros, pas forcément successifs : Fiche pédagogique, Art et insectes, Glossaire progressif, Histoires d'entomologistes, Eux aussi, ils aiment les insectes, Parlez-vous entomo ?, Un insecte à la page, etc.
Les articles sont pour la plupart réécrits et souvent complétés par des notes et des encadrés, dans le but d'améliorer leur lecture par des non spécialistes. Un soin particulier est apporté à l'illustration : qualité des images et précision des légendes.
Les auteurs tout comme les photographes et dessinateurs sont principalement des bénévoles.
Les sommaires des numéros parus depuis le no 100 (1996) sont en ligne et, à partir du no 119 (2000), les 1 240 articles sont disponibles en format pdf.

## OPIE-insectes
La revue papier Insectes bénéficie du renfort et du soutien d'un site Internet appelé /opie-insectes/, développé depuis 1996 et longtemps hébergé par l'INRA. Les principales ressources qui y sont offertes sont :
- le suivi et la mémoire de la revue papier : sommaires, articles en fac similé (avec 1 an de retard sur la parution papier), ouvrages signalés... ainsi que l'ours, le formulaire d'abonnement ;
- des brèves sur l'actualité de l'entomologie, les "Épingles", rédigées à partir des derniers articles scientifiques ou communiqué de presse des laboratoires, repérées par une veille sur Internet. ;
- des recueils de textes anciens, de la Belle Époque ou d'autres temps ;
- des usuels comme le Vocabulaire trilingue, les outils de l'entomologiste ;
- des monographies sur des thèmes divers (et non traités dans Insectes) : la lutte biologique, les Hyménoptères, la stridulation, les insectes des denrées, le Bombyx disparate ;
- un répertoire de sites entomologiques (historique !)